# مجازر زامفارة 2022
مجازر زامفارة، هي مجازر وقعت في الفترة من 4 إلى 6 يناير 2022، قُتل فيها أكثر من 200 شخص على أيدي قطاع الطرق في ولاية زامفارة، في نيجيريا. ويُعد هذا الهجوم الإرهابي هو الأكثر دموية في تاريخ نيجيريا الحديث.

## خلفية
بدأ نزاع العصابات النيجيرية، الذي قتل فيه آلاف الأشخاص، في عام 2011 ويرتبط بصراعات المزارعين والرعاة وتمرد بوكو حرام. تشن عصابات قطاع الطرق هجمات في عدة ولايات شمال غربي البلاد، بما في ذلك عمليات خطف جماعي ومذابح. ففي عام 2021 وقعت هجمات في ولاية زامفارة حيث جرى اختطاف 279 تلميذة ثانوية في جانغيبي في فبراير، ومذبحة لأكثر من 50 قرويًا في زورمي في يونيو.
قبل وقوع هذه الهجمات، أسفرت الغارات الجوية التي شنتها القوات الحكومية في 3 يناير عن مقتل أكثر من 100 من قطاع طرق وتدمير العديد من قواعدهم. أدى ذلك إلى دفع قطاع الطرق إلى الأمام في المنطقة، حيث شنوا هجمات انتقامية. وبعد أيام قليلة، صنفت الحكومة النيجيرية قطاع الطرق على أنهم إرهابيون.

## المجازر
قبل الهجمات بفترة وجيزة، قاد قطاع الطرق غارة على مجموعة من 3000 رأس من الماشية، وواجههم أفراد الأمن المحليون فقط، مما أدى إلى معركة بالأسلحة النارية ومعركة بين الطرفين. قُتل العديد من الحراس على أيدي قطاع الطرق، وبدأت عمليات قتل القرويين.
ابتداءً من الساعة 12:45 ظهرًا، يوم الثلاثاء 4 يناير، وفي بلدة كورفر دانيا Kurfar Danya، بدأ مجموعة من 300-500 من قطاع الطرق المسلحين وراكبي الدراجات البخارية، سلسلة من الهجمات على القرى في مناطق أنكا وبوكويوم التابعة لـ زمفارة. أطلقت العصابات النار على القرويين وقاموا بنهب المنازل وحرقها. واستمرت حصار قطاع الطرق المسلحون لبلدتي كورفا ورافين جيرو لمدة يومين دون تدخل من الحكومة. دُمرت خمس مستوطنات من قِبل قطاع الطرق. ووصف أحد الناجين قطاع الطرق بأنهم يطلقون النار على «كل من يُرى».
وانتهت المجازر يوم الخميس 6 يناير بعد أن بدأت القوات العسكرية التعامل مع قطاع الطرق. واتُهم زعيم عصابة يُدعى بيلو تورجي بالمسؤولية عن تلك المجازر.
| اسم          | تاريخ الهجوم      | تفاصيل                    | مراجع                |
| ------------ | ----------------- | ------------------------- | -------------------- |
| كورفر دانيا  | 4 يناير، الثلاثاء | بداية المجازر؛ شُرِّد السكان | [ 24 ] [ 25 ] [ 19 ] |
| رافين دانيا  | 4 يناير، الثلاثاء | دمرت                      | [ 26 ] [ 8 ]         |
| برايار زكي   | 4 يناير، الثلاثاء |                           | [ 8 ] [ 27 ]         |
| رافين جيرو   | 4 يناير، الثلاثاء | حُصرت، ودمرت               | [ 8 ] [ 13 ] [ 28 ]  |
| وارامو       |                   |                           | [ 29 ] [ 30 ]        |
| تنجار عيسى   |                   | دمرت                      | [ 31 ] [ 28 ]        |
| كيواي        |                   |                           | [ 16 ] [ 28 ]        |
| تنغار نا مور |                   |                           | [ 32 ] [ 33 ]        |

## الضحايا
قدرت سلطات ولاية زمفارة عدد القتلى بـ 58، لكن هذا العدد كان مثيرًا للجدل على نطاق واسع. حيث قدر بعض اللاجئين عدد القتلى بـ 154. وقالت المتحدث باسم وزيرة الشؤون الإنسانية سعدية عمر فاروق، إن أكثر من 200 جثة تم دفنها، ووهو ما أقره السكان المحليون. وكان من بين ضحايا أعمال القتل غامبو أباري، وهو زعيم بارز في الجماعات الأهلية المناهضة لقطاع الطرق.

## ما بعد الكارثة
أصبح أكثر من عشرة آلاف شخص نازحين داخلياً واحترقت خمس مستوطنات. هناك الكثير من الناس ما زالوا في عداد المفقودين. سُرقت العديد من الممتلكات، حيث جرى الاستيلاء على ما يقدر بنحو 2000 من الماشية من قِبل قطاع الطرق. وصلت السلطات النيجيرية إلى المناطق للمساعدة في تنظيم عمليات الدفن الجماعي، ولا تزال جهود الإغاثة مستمرة.
أطلقت الحكومة النيجيرية والشرطة عملية مطاردة للجناة باستخدام طائرات عسكرية.
لم تتوقف هجمات قطاع الطرق، ففي 10 يناير، اقتحم قطاع الطرق قرية زامفاران في يار كوكا، واختطفوا اثني عشر شخصًا، منهم رئيس القرية وزوجته وشقيقه، واثنين من عمال المناجم من بوركينا فاسو. وفي اليوم التالي، داهم قطاع الطرق Kadauri في Maru LGA، واختطفوا ست نساء. كما ذبح قطاع الطرق 51 مدنيا من ولايتي بلاتو والنيجر في حادث مماثل.
في 12 يناير، أعلن حاكم زامفارة بيلو ماتوال أن انعدام الأمن أصبح «تهديدًا وجوديًا» في الولاية وشمال غرب نيجيريا ككل، وطالب الحكومة الفيدرالية بالتدخل أكثر في ذلك الصراع.

## ردود الفعل

### محليًا
في 8 يناير، أدان الرئيس النيجيري محمد بخاري جرائم القتل، مضيفًا أن نيجيريا ستسعى إلى قمع الإرهاب في البلاد. وقال السكرتير السابق لحكومة الاتحاد، أنيم بيوس أنيم، إنه حزين لعمليات القتل، مستنكرًا «تدمير الأرواح والممتلكات» على يد الجناة.
عزز أمراء أنكا وبكويوم، الحاج طاهر أحمد والحاج محمد عثمان على التوالي، تواجدًا أمنيًا أكبر في المنطقة. وقام بيلو ماتوالي على الفور بزيارة إلى البلدات المتضررة والتقى بالناجين وعائلاتهم وتحدث معهم. وانتقد وسائل الإعلام لما يُزعم من تضخيم تقديرات الخسائر، قائلاً إن وسائل الإعلام «نقلت بأرقام مختلفة عدد الوفيات الناجمة عن الهجمات الأخيرة من قبل قطاع الطرق الفارين».
أدان مؤتمر جميع التقدميين الحادث، مشيرًا إلى أنه سيدعم القوات المسلحة النيجيرية في سعيها لتعقب الجناة. وقدم جون جيمس أكبان أودو إيديهي «تعازيه القلبية للعائلات التي فقدت أحباءها وذكر أنه يتعاطف مع حكومة وشعب ولاية زامفارة» نيابة عن الحزب.
شجب مؤتمر العمال النيجيري المذابح و «الشر والوحشية» التي تسبب بها قطاع الطرق.

اقترحت فيمي فاني كايود، التي عملت سابقًا في وزارة الطيران النيجيرية، أن نيجيريا يمكن أن تمنع مثل هذه المذابح في المستقبل من خلال تبني ممارسة القصف المكثف، مشيرة إلى أن الجيش قد استحوذ مؤخرًا على طائرات توكانو النفاثة. كما دعم والي ولاية كادونا، ناصر أحمد الرفاعي، استخدام هذا الأسلوب.
إنهم يقتلون الناس في سوكوتو، أنت تحشد الجيش هناك وتطاردهم، فينتقلون إلى كيبي، ومن كيبي إذا تعرضوا للقصف، ينتقلون إلى كادونا. ما يجب القيام به هو قصفهم من الجو، والأرض، والقوات على الأرض في نفس الوقت في جميع الولايات في الشمال الغربي بالإضافة إلى النيجر. ويمكن حل هذه المشكلة من وجهة نظري في غضون أسابيع. أعتقد أن مستويات انعدام الأمن الآن وصلت إلى نقطة تحول ويجب تقديم شيء ما. آمل أن يكون ذلك هو نهاية هذه اللصوصية مرة واحدة وإلى الأبد. إنها مشكلة.

 - ناصر احمد الرفاعي

### دوليًا
- تركيا: قالت وزارة الخارجية التركية «نشعر بحزن عميق لتلقي نبأ مقتل أكثر من مائة مدني خلال عدة هجمات في ولاية زامفارة». [53][61]
- الأمم المتحدة: في 10 يناير، أعرب الأمين العام للأمم المتحدة، أنطونيو غوتيريش، عن إدانته الشديدة للحادث، ودعم عمليات مكافحة الإرهاب في نيجيريا، وقال للسلطات النيجيرية «ألا تدخر وسعا في تقديم المسؤولين عن هذه الجرائم الشنيعة إلى العدالة».[62] وجدد جوتيريش تضامن الامم المتحدة مع نيجيريا.[63]
- منظمة التعاون الإسلامي: نددت المنظمة بالحادث وأعربت عن تعاطفها مع الضحايا.[64]
- مصر: قدمت وزارة الخارجية المصرية تعازيها ونددت بالمجازر ووصفتها بأنها هجمات إرهابية.